# Ah, c'était ça la vie !
Pour plus de détails, voir Fiche technique et Distribution.
Ah, c'était ça la vie est un téléfilm français réalisé en 2008 par Franck Apprederis, diffusé en Espagne le 8 août 2009 et en France les 3 et 10 mars 2010 sur France 2.

## Synopsis
Début des années 1950 : c'est l'époque du Tabou, les caves de Saint-Germain-des-Prés où l'on joue Charlie Parker, Dizzy Gillespie et Thelonius Monk, où les personnages côtoient Boris Vian qui va les aider à lancer leur orchestre, Juliette Gréco qui, tout de noir vêtue, chante Si tu t'imagines ou Samuel Beckett qui présente En attendant Godot.
Saint-Germain, c'est un brassage de populations, un mélange où se retrouvent les enfants « de », les républicains espagnols, les communistes surtout qui ont engagé la lutte clandestine, les militants du PCF, les noctambules ou les amateurs de jazz.
La guerre entre dans les souvenirs mais le canon tonne en Indochine où Jean-Jacques, l'aîné des fils de Reuilly-Nonancourt est lieutenant. Le cadet entre en révolte contre le père, conflit de générations mais aussi vision différente de l'avenir entre le père grand-bourgeois réactionnaire et antisémite, et ce fils rebelle qui ne veut plus porter les valeurs de la bourgeoisie. Le communisme tient une grande place dans la vie de ces jeunes. Des parents écœurés par le procès des blouses blanches décident d'émigrer en Israël, désespérés de ne pouvoir être à la fois communistes et juifs.
Jean-Jacques est tué en Indochine à Diên Biên Phu et son frère François, mobilisé en Algérie, revoit sa maîtresse Neus Razola, pendant une permission. Julie revient d'Israël, où elle était allée voir ses parents, pour travailler avec un groupe de jazz et Éduardo repart en Espagne comme clandestin du PCE. C'est un chassé-croisé entre la guerre d'Algérie avec la désertion de François, les « voyages » dangereux d'Éduardo en Espagne et une histoire d'amour qui apporte une note romantique dans ces histoires personnelles emportées dans le tourbillon de la Grande Histoire

## Fiche technique
- Réalisateur : Franck Apprederis
- Scénario et dialogues : Jorge Semprún et Franck Apprederis
- Musique : Jean Musy
- Dates de diffusion :
  - Espagne, 8 août 2009
  - France : 3 mars et 10 mars 2010 sur France 2, 11 octobre 2015 sur la chaine Histoire
- Durée : 180 minutes (en deux parties)

## Distribution
- Déborah François : Julie
- Raphaël Personnaz : François de Reuilly-Nonancourt
- Julie Judd : Laurence de Reuilly-Nonancourt, la sœur de François
- Manu Fullola (es) : Eduardo
- Arnaud Apprederis : Jean Silberstein
- Laura Mana : Neus Razola, la mère d'Eduardo
- Claude Brasseur : le Colonel comte de Reuilly-Nonancourt, le père
- Ludmila Mikaël : Mme de Reuilly-Nonancourt, la mère
- Anne Canovas : Myriam Siberstein, la mère de Jean
- Gérard Rinaldi : le docteur David Silberstein, père de Jean
- Loïc Corbery : Jean-Jacques de Reuilly-Nonancourt, frère de Laurence et François
- Julien Tortora : Alain
- Niels Dubost : Markovitch
- Thierry Desroses : John
- Luc Bernard : le colonel du ministère
- Jean-Paul Zehnacker : le professeur Henri-Irénée Marrou[1]
- Anne Loiret : Colette Hernandez
- Oriol Tarrasón : Antonio Hernandez
- Philippe Siboulet : l'officier de gendarmerie